# Mirbelieae
Mirbelieae es una tribu de plantas con flores perteneciente a la subfamilia Faboideae dentro de la familia Fabaceae. El género tipo es: Mirbelia
Esta tribu de leguminosas es endémica de Australia. Los análisis filogenéticos sugieren que Mirbelieae es un grupo parafilético respecto a Bossiaeeae.

## Géneros
- Almaleea - Aotus - Brachysema - Callistachys - Chorizema - Daviesia - Dillwynia - Erichsenia - Euchilopsis - Eutaxia - Gastrolobium - Gompholobium - Isotropis - Jacksonia - Jansonia - Latrobea - Leptosema - Mirbelia - Nemcia - Otion - Oxylobium - Phyllota - Podolobium - Pultenaea - Sphaerolobium - Stonesiella - Urodon - Viminaria